# Atengo (Jalisco)
Atengo es una localidad del estado mexicano de Jalisco. Es la cabecera del municipio de Atengo.

## Toponimia
El nombre «Atengo» proviene de los términos en náhuatl: atl, agua; tendli, labio; co, lugar. Su significado es «En la orilla del agua».

## Demografía
| Gráfica de evolución demográfica |
|                                  |

| Censo | Población |
| ----- | --------- |
| 1900  | 1 117     |
| 1910  | 994       |
| 1921  | 2 306     |
| 1930  | 1 119     |
| 1940  | 1 169     |
| 1950  | 1 225     |
| 1960  | 1 569     |
| 1970  | 1 628     |
| 1980  | 1 627     |
| 1990  | 1 533     |
| 2000  | 1 531     |
| 2010  | 1 616     |
| 2020  | 1 639     |